# نمودار گیج‌کننده

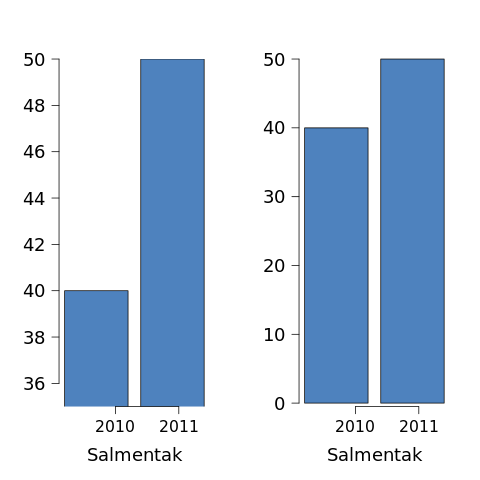
نمودار گیج کننده

در آمار، نمودار گیج‌کننده، همچنین به عنوان نمودار تحریف‌شده شناخته می‌شود، گرافی است که داده‌ها را اشتباه ارائه می‌دهد، این کار سوءاستفاده از آمار است و بالتبع نتیجه‌گیری نادرستی از آن حاصل می‌شود.
نمودارها ممکن است به دلیل پیچیدگی بیش از حد یا ساخت ضعیف گمراه‌کننده باشند. حتی وقتی مشخصات داده‌های آن‌ها دقیق ساخته شده‌است، نمودارها می‌توانند مورد تعبیر و تحلیل‌های متفاوت قرار بگیرند و نتایج نادرستی از آنان حاصل شود.